# Willem Teellinck

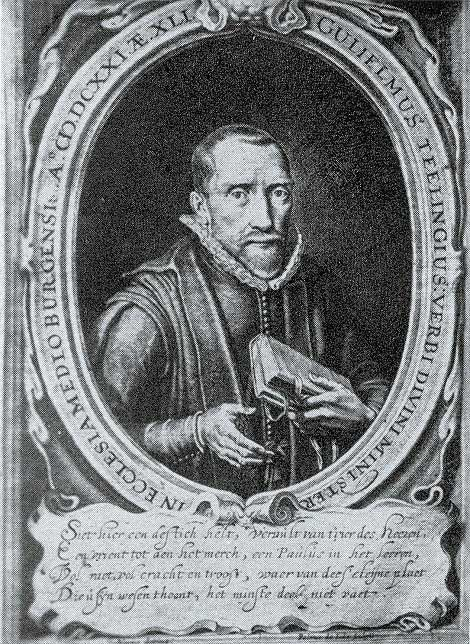
Willem Teellinck

Willem Teellinck (Zierikzee, 4 januari 1579 - Middelburg, 8 april 1629) was een Nederlands predikant en theoloog.
Willem Teellinck studeerde letteren en rechten in Leiden en Poitiers. In 1603 reisde hij naar Engeland, waar hij in Banbury in aanraking kwam met de puriteinen en een bekeringservaring meemaakte. Hij besloot hierop theologie te gaan studeren, keerde terug naar Nederland en werd, na nog geen twee jaar studie in Leiden, in 1606 predikant in Haamstede en Burgh. Op de classisvergadering klaagt hij verschillende keren over de losbandige geest die daar onder het volk heerst. In 1613 wordt hij predikant in Middelburg. Hij werkte hier tot aan zijn dood in 1629.
De publicatie van zijn reformatiegeschrift Philopatris in 1608 wordt wel beschouwd als het begin van de Nadere Reformatie, een piëtistische stroming in de gereformeerde kerk.
Teellinck trouwde met een Engelse vrouw die sterk beïnvloed was door het puritanisme. Samen kregen ze drie zoons: Johannes, Maximiliaan en Theodorus. Doordat Teellinck werken van de Engelse puritein William Perkins in het Nederlands vertaalde heeft hij een grote bijdrage geleverd aan de Nederlandse Nadere Reformatie.